# برنت-اتو رهبیندر
برنت-اتو رهبیندر (انگلیسی: Berndt-Otto Rehbinder; ۱ مهٔ ۱۹۱۸ – ۱۲ دسامبر ۱۹۷۴) ورزشکار شمشیربازی اهل سوئد بود.
وی در مسابقات کشوری و بین‌المللی در مجموع برندهٔ ۱ مدال نقره شده‌است.